# Henri Godbarge
Henri Godbarge, né le 29 octobre 1872 à Bordeaux et mort le 30 janvier 1946 à Saint-Jean-de-Luz (villa Asmouteguia), est un architecte français, qui voua sa carrière au régionalisme et qui fut un des premiers théoriciens du style néobasque.

## Biographie
Né en 1872 à Bordeaux, dans une famille d’entrepreneurs de travaux publics, Henri Godbarge se consacre d’abord à la carrière militaire et tente le concours d’entrée de l’école de Saint-Cyr. En garnison à Rouen, il s'inscrit à l’école des beaux-arts de cette ville, ayant Léon de Vesly comme tuteur, qui le pousse à passer le concours de l’école de Paris, où il est reçu en 1897. Il suit l’enseignement de Marcel Lambert et obtient le diplôme d’architecte D.P.L.G. en 1901.
En 1902, il entre au cabinet d’architecte parisien de Louis Marie Cordonnier, qui construisit et restaura de nombreux édifices dans la région Nord-Pas-de-Calais, ainsi que la célèbre basilique Sainte-Thérèse de Lisieux.
Il épouse Henriette Marie Damenga en 1905, puis, souffrant de tuberculose, s’installe en 1907 à Saint-Jean-de-Luz, où il ouvre un cabinet d’architecture, avec une antenne à Biarritz. Il signe un premier projet, la consolidation d’une maison de Saint-Jean-de-Luz, en mars 1908.

### L'architecte

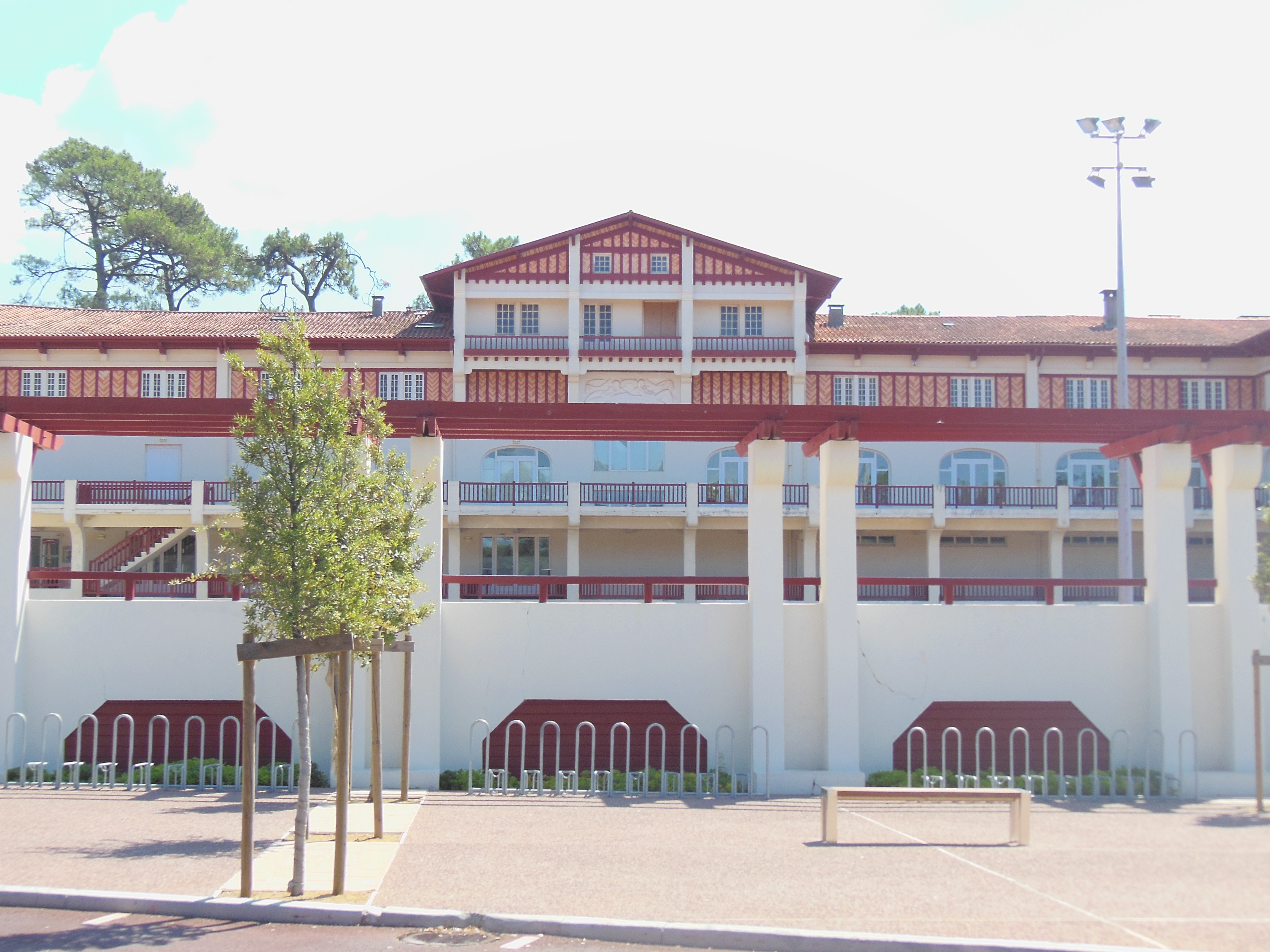
Le Sporting Casino à Soorts-Hossegor

Très vite, le style néobasque qu’il promeut lui vaut une réputation grandissante. Il signe la construction de grandes villas à Urrugne (Mendichka), Saint-Jean-de-Luz (Ezkerrene Handia, puis en 1912 l'Éden, qui deviendra plus tard Gora Baïta) et Ciboure (Levantenia).
Il joue, aux côtés des frères Louis et Benjamin Gomez, Robert Maurice, Louis Lagarde, un rôle déterminant dans l’urbanisation de la station landaise d’Hossegor, où il est l’auteur d'une quinzaine de villas de style basco-landais. Il est à l’origine de l'hôtel du Lac, hôtel de luxe, et du complexe sportif et de loisirs, le Sporting Casino.
En 1927, Godbarge construit le country club de Chiberta à Anglet, d’inspiration navarraise, puis la passerelle de l’hôtel-casino Itsasoan à Guéthary, dans un style Art déco. Cette même année, il reçoit de la Grande-médaille d’architecture privée, décernée par la Société centrale des architectes.
En 1930, il est le lauréat de la médaille d’argent au Salon des artistes français pour deux réalisations, la villa Bake Etchea à Guéthary, construite pour la princesse de Wagram, et l'agrandissement de Mendichka à Urrugne, appartenant à Julio Mendez.

### Le peintre
Outre l’architecture, Godbarge se fait connaître par ses dons en dessin et en aquarelle.
Il participe en 1913 à l’exposition de la Société des amis des arts de Bayonne-Biarritz, ainsi qu’en 1919, à l’exposition franco-belge de Bayonne.
Au début des années 1920, il devient membre du Groupe des Neuf, composé de Ramiro Arrue, René Maxime Choquet, Charles Colin, Jean-Gabriel Domergue, Pierre Labrouche, Geoges Masson, Perico Ribera et Raymond Virac.

### Le journaliste
Régionaliste militant, Henri Godbarge s'engage dans la presse locale, et devient le correspondant de la Gazette de Biarritz et de La Côte basque, revue illustrée de l’Euzkalerria. Il défend dans ses colonnes ses idées concernant le régionalisme artistique et la protection du patrimoine, s’émouvant de la démolition de vieilles bâtisses de Ciboure ou demandant le classement du centre de la commune.
Il soutient également les peintres locaux, couvrant les expositions du Groupe des Neuf, auquel il appartient en tant qu’artiste, et demande la création de lieux d’exposition, promouvant les arts décoratifs locaux. Il soutient également d’autres artistes du Pays basque et des Landes, tels qu’Henri Zo, Raoul Serres, François-Maurice Roganeau ou Louis-Alexandre Cabié. En 1934, il rend un chaleureux hommage au jeune peintre luzien Gabriel Deluc, mort pour la France en 1916. Il est en outre l’ami d’Alexandre Altmann et de Louis Floutier (dont il prononcera l’éloge funèbre en 1936).

### L’écrivain
Henri Godbarge est l’auteur d'un roman autobiographique, Heckueyre ou les débuts d’un artiste, daté de 1949, et d'un ouvrage régionaliste paru en 1931, Arts basques, anciens et modernes, origines et évolutions.

## Œuvres architecturales principales
La villa Mendichka est une villa située à Urrugne, dans le département des Pyrénées-Atlantiques. Elle fait l’objet d’une inscription par les monuments historiques depuis 1993.

Le Sporting Casino est un ensemble architectural en béton armé de style néobasque associant un casino et un complexe sportif. Conçu par Henri Godbarge, il est construit entre 1927 à 1928 et entre 1930 à 1931.

La passerelle « Itsasoan » à Guéthary date de 1927.

Godbarge construit également pour Jean-Roger Sourgen la villa Rêver Peindre Chasser, à Hossegor. Il est aussi l'architecte à Soustons de la villa Dubourg et du Pavillon Landais, deux maisons commandées par Jacques Doussau de Neurisse, respectivement en 1922 et 1934. Il est aussi à l'origine des villas Martha, et Reine des Landes, à Hossegor.
Dans la petite commune de Jatxou (Pyrénées Atlantiques), l'architecte réalisa pour Lucien Richelet, créateur des laboratoires du même nom, la villa La Marfée. 

### Publications
- 1922 : La Tombe basque, in La Gazette de Biarritz, 4 mars 1922
- 1922 : Régionalisme artistique, architecture de gares, de mairies, d’écoles, in La Gazette de Biarritz, 14 septembre 1922
- 1926 : L’Habitation landaise, in Charles Massin, Collection de l’art régional en France
- 1928 : Ciboure, la Basquaise, menacée, in La Gazette de Biarritz, 2 mars 1928 et La Côte basque, revue illustrée de l’Euskalerria, 2 septembre 1928
- 1931 : Architecture régionale : l’architecture dans le Pays basque, in L’Architecture, vol. XLIV, t. 3, 15 mars 1931, p. 73-83
- 1949 : Heckueyre ou les débuts d’un artiste, Bière, Bordeaux
- 2013 : Les Arts Basques - Anciens et modernes - Origines - Évolution, réédition, Éditions Atlantica, 2013